# 更正
| ウィキペディアには「更正」という見出しの百科事典記事はありません（タイトルに「更正」を含むページの一覧/「更正」で始まるページの一覧）。 代わりにウィクショナリーのページ「更正」が役に立つかもしれません。 |